# Joseph Patrick McFadden

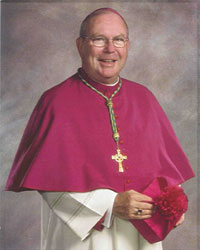
Joseph Patrick McFadden (2008)

Wappen

Joseph Patrick McFadden (* 22. Mai 1947 in Philadelphia, Pennsylvania; † 2. Mai 2013 in Harrisburg, Pennsylvania) war ein US-amerikanischer Geistlicher und römisch-katholischer Bischof von Harrisburg.

## Leben
Joseph McFadden besuchte von 1953 bis 1961 die Our Lady of Lourdes Elementary School sowie von 1961 bis 1965 die St. Thomas More High School for Boys. Nach der High School studierte er zunächst Politikwissenschaften an der Saint Joseph’s University in Philadelphia, wo er 1969 seinen Bachelor-Abschluss erhielt. McFadden unterrichtete nun an der West Catholic Boys High School. 1976 trat er in das Priesterseminar St. Charles Borromeo Seminary ein. Der Erzbischof von Philadelphia, John Joseph Kardinal Krol, weihte ihn am 16. Mai 1981 zum Priester. Im Juni 1981 wurde er Pfarrvikar des St. Laurence Parish in Highland Park. Von 1982 bis 1993 war er Sekretär von John Joseph Krol. Papst Johannes Paul II. verlieh ihm 1991 den Titel Päpstlicher Ehrenprälat. 1993 wurde er Gründungspräsident der Cardinal O'Hara High School in Springfield. Acht Jahre später übernahm er die Pfarrstelle der Pfarrei St. Joseph in Downingtown.
Papst Johannes Paul II. ernannte ihn am 8. Juni 2004 zum Weihbischof in Philadelphia und Titularbischof von Horreomargum. Der Erzbischof von Philadelphia, Justin Francis Kardinal Rigali, spendete ihm am 28. Juli desselben Jahres die Bischofsweihe; Mitkonsekratoren waren die Weihbischöfe Robert Patrick Maginnis und Michael Francis Burbidge.
Am 22. Juni 2010 wurde er durch Papst Benedikt XVI. zum Bischof von Harrisburg ernannt und am 18. August desselben Jahres in das Amt eingeführt.